# Centro (Madrid)
Centro là quận trung tâm của thành phố Madrid, Tây Ban Nha. Quận có diện tích khoảng 5,23 km² và dân số 148.714 người với mật độ dân số 28.434,8 người/km².

## Địa lý

### Phân cấp hành chính
Quận được chia thành 6 phường (Barrios):
- Cortes
- Embajadores
- Justicia
- Malasaña (cũng có tên là Universidad)
- Palacio
- Sol

Các khu phố khác là La Latina, Lavapiés và Puerta del Sol.

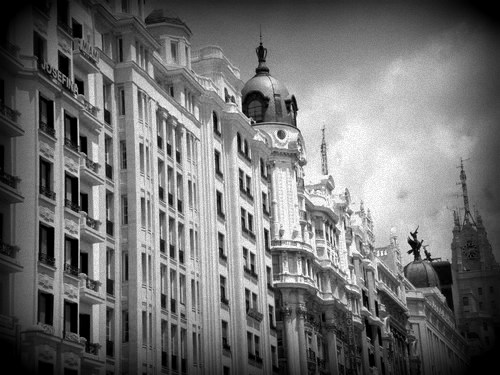
Gran Vía -Centro (Madrid)